# Naruhito

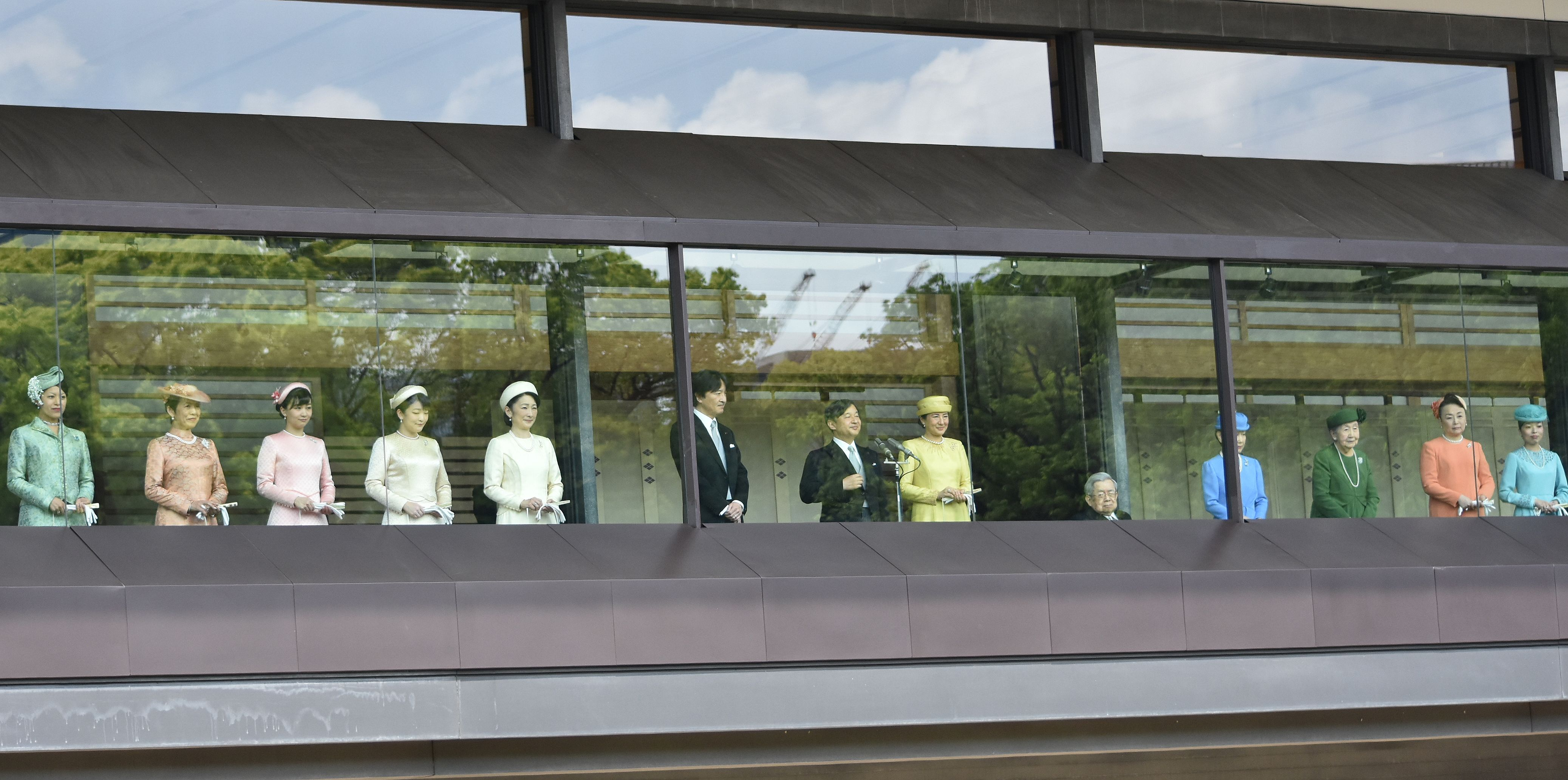
Naruhito presenteert zich aan zijn volk na zijn troonsbestijging

Keizer Naruhito (Japans: 徳仁天皇, Naruhito-tennō) (Tsugo-paleis, Tokio, 23 februari 1960) is sinds 1 mei 2019 de 126e keizer van Japan. Hij is de oudste zoon van keizer Akihito en keizerin Michiko Shoda.

## Biografie

### Jeugd en studie

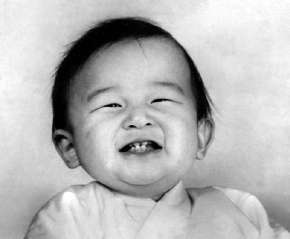
Naruhito in februari 1961

Naruhito werd geboren als zoon van kroonprins Akihito en zijn vrouw Michiko. Zijn moeder bekeerde zich bij haar huwelijk met de kroonprins van het katholicisme tot het shintoïsme. De grootmoeder van Naruhito, keizerin Kojun leefde op gespannen voet met haar schoondochter.
In augustus 1974 werd de prins naar een gastgezin in Melbourne (Australië) gestuurd. Zijn vader had daar een jaar eerder rondgereisd en adviseerde zijn zoon dit ook te doen.
Naruhito ging naar de prestigieuze school Gakushūin in Tokio. Hier wordt de elite van Japan opgeleid. In 1982 studeerde hij af met een Bachelor of Letters in Geschiedenis. Naruhito studeerde in juli 1983 drie maanden Engels voordat hij ging studeren aan de Universiteit van Oxford. Naruhito studeerde in Oxford tot 1986.
Tijdens zijn studie reisde Naruhito door Europa en ontmoette onder andere de koninklijke families van het Verenigd Koninkrijk, Spanje, Liechtenstein, Noorwegen en Nederland.
Bij zijn terugkomst in Japan studeerde Naruhito voor een Master of Humanities in Geschiedenis en rondde deze opleiding af in 1988.
Na de dood van zijn grootvader werd Naruhito kroonprins van Japan.

### Keizer van Japan
In juni 2017 stemde het Japanse Hogerhuis in met een wet die het aftreden van zijn vader, keizer Akihito, mogelijk maakt. Een week eerder ging het Lagerhuis al akkoord. Akihito kon daardoor als eerste keizer in bijna tweehonderd jaar aftreden. Naruhito volgde hem op 1 mei 2019 op.
De ceremonie ten behoeve van de troonsbestijging vond plaats op 22 oktober 2019. Toen besteeg hij de Chrysantentroon.

## Huwelijk en gezin
Op 6 mei 1993 trouwde Naruhito met Masako Owada, een diplomaat op het Japanse ministerie van buitenlandse zaken, en dochter van Hisashi Owada, een ambassadeur van de Verenigde Naties en rechter bij het Internationale Gerechtshof.
De keizer en keizerin hebben één kind, prinses Aiko (1 december 2001). Haar officiële naam is prinses Toshi.
De geboorte van Aiko, meer dan acht jaar na het huwelijk van haar ouders, heeft het debat in Japan over de opvolgingsregels weer nieuw leven ingeblazen, omdat de troonopvolgers altijd mannelijk moeten zijn. Na de geboorte van prins Hisahito op 6 september 2006, de zoon van zijn broer, prins Akishino en diens echtgenote prinses Kiko eindigde het debat over de opvolgingsregels. Hisahito is sinds 1 mei 2019 tweede in lijn van troonsopvolging.

### Persoonlijk
Op 17 augustus 2006 betrokken keizer Naruhito en keizerin Masako voor enige tijd Kasteel Het Oude Loo bij Apeldoorn. Dit was hen ter beschikking gesteld door de Nederlandse koninklijke familie, omdat de prinses overspannen was geraakt door psychische druk en door de starre etiquette aan het Japanse hof. Ze verbleven zes weken in het kasteel.
* Regent Jingu staat niet op de traditionele lijst.
Emmanuel (Andorra) · Josep-Lluís (Andorra) · Hamad (Bahrein) · Filip (België) · Jigme Khesar Namgyel Wangchuck  (Bhutan) · Hassanal Bolkiah (Brunei) · Norodom Sihamoni (Cambodja) · Charles III (Commonwealth realms) · Frederik X (Denemarken) · Naruhito (Japan) · Abdoellah II (Jordanië) · Meshaal (Koeweit) · Letsie III (Lesotho) · Hans Adam II (Liechtenstein) · Henri (Luxemburg) · Mohammed VI (Marokko) · Albert II (Monaco) · Willem-Alexander (Nederland) · Harald V (Noorwegen) · Haitham (Oman) · Tamim (Qatar) · Salman (Saoedi-Arabië) · Felipe VI (Spanje) · Mswati III (Swaziland) · Rama X (Thailand) · Tupou VI (Tonga) · Mohammed (Verenigde Arabische Emiraten) · Leo XIV (Vaticaan) · Carl Gustaf XVI (Zweden)